# SS Sultana

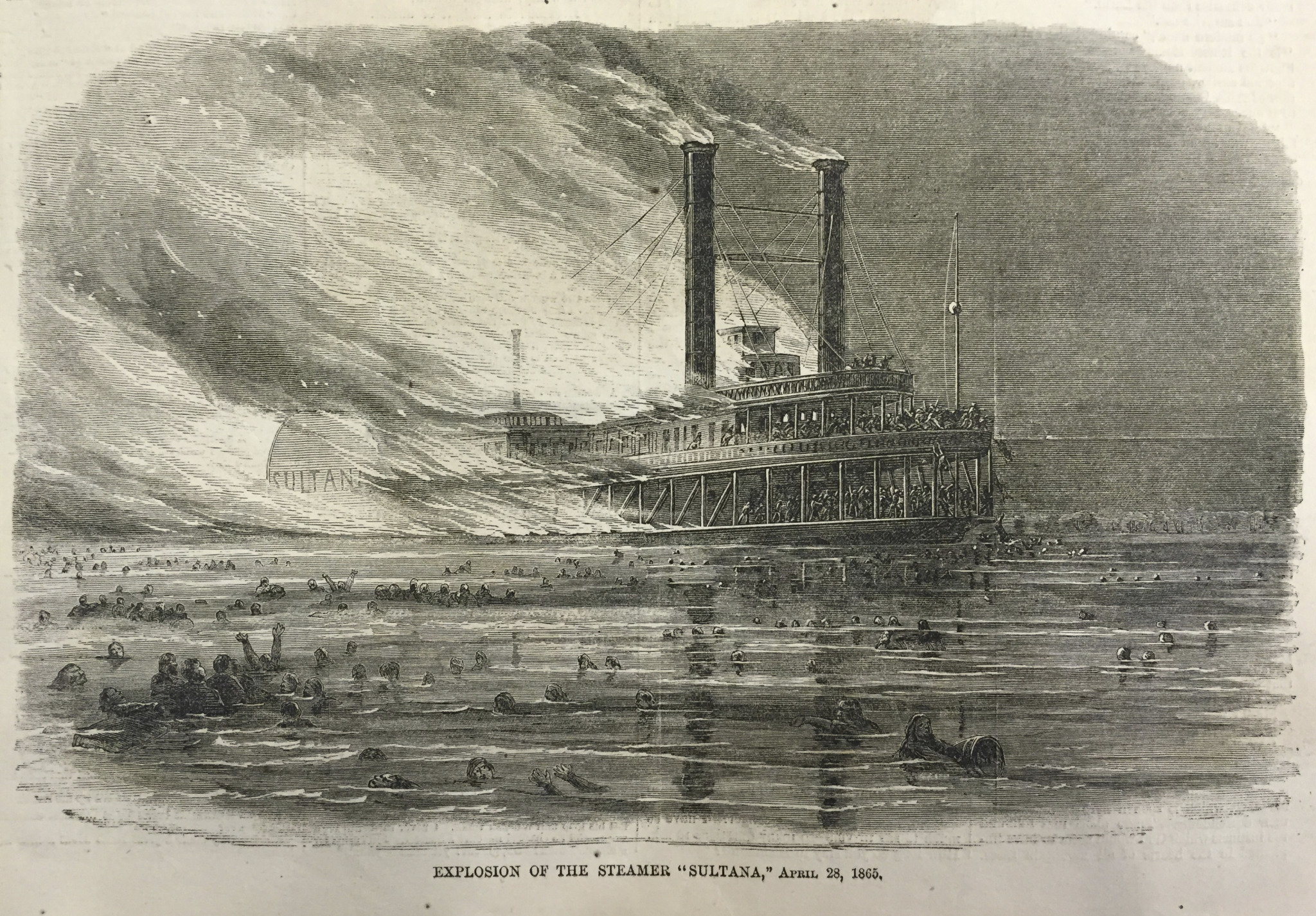
Katastrofa „Sultany” na ilustracji w czasopiśmie Harper’s Weekly

SS Sultana – bocznokołowiec z napędem parowym, kursujący wzdłuż rzeki Missisipi w Stanach Zjednoczonych w latach 1863–1865. Zatonął 27 kwietnia 1865 roku w wyniku wybuchu kotłów okrętowych. Była to największa katastrofa statku wodnego w historii Ameryki. Zginęło od 1200 do 1700 osób, w większości żołnierzy Unii wracających z obozów jenieckich na południu. 

## Dane
- miejsce budowy: Cincinnati w stanie Ohio
- napęd: 4 kotły parowe napędzające 2 koła łopatkowe na wspólnej osi, produkcji brytyjskiej
- prędkość maksymalna: 12 węzłów
- dopuszczalna liczba pasażerów: 376.

## Przyczyny tragedii
23 kwietnia 1865 roku „Sultana” zawinęła do Vicksburga w stanie Missisipi, gdzie zaokrętowano około 2100 żołnierzy wracających na północ z obozów jenieckich Konfederacji. Na pokładzie znajdowało się już około 200 pasażerów i 80 członków załogi. Statek wyruszył z Vicksburga zdecydowanie przeładowany, płynąc pod prąd Missisipi, która właśnie wylała, przez co okoliczne pola i lasy zostały zalane na wiele mil wszerz, a nurt był bardzo wartki. Skutkiem tego „Sultana” musiała halsować od jednego brzegu do drugiego, co powodowało odchylenie względem pionu pod wpływem naporu wód. W tej sytuacji skrajne kotły mogły być przez jakiś czas pozbawione dopływu wody, co przy zmianie kursu i gwałtownym wlaniu się wody w rozgrzane do czerwoności rury musiało doprowadzić do awarii. Przyczyną rozmiaru katastrofy był tłok na pokładach, gdzie żołnierze spali ściśnięci jeden obok drugiego w każdym wolnym miejscu.

## Katastrofa
Do wybuchu kotłów doszło 27 kwietnia 1865 roku około godziny 2 rano, 7 mil (11 kilometrów) na północ od Memphis w stanie Tennessee. Po eksplozji skrajnego prawego kotła wybuchły dwa następne. Skutki były fatalne: część ludzi zginęła natychmiast w wyniku samej eksplozji i pożaru, inni wpadli lub wskoczyli w panice do lodowatej rzeki i w większości utonęli. Według raportu władz wojskowych, śmierć poniosło 1238 osób, ale według danych z niezależnych źródeł – ponad 1700. Uratowało się (dane oficjalne) 765 osób. Odnalezione ofiary pochowano na cmentarzu wojskowym w Memphis.